# Municipio de Clayton (Minnesota)
El municipio de Clayton (en inglés: Clayton Township) es un municipio ubicado en el condado de Mower en el estado estadounidense de Minnesota. En el año 2010 tenía una población de 158 habitantes y una densidad poblacional de 1,69 personas por km².

## Geografía
El municipio de Clayton se encuentra ubicado en las coordenadas 43°37′49″N 92°37′46″O / 43.63028, -92.62944. Según la Oficina del Censo de los Estados Unidos, el municipio tiene una superficie total de 93.53 km², de la cual 93,53 km² corresponden a tierra firme y (0 %) 0 km² es agua.

## Demografía
Según el censo de 2010, había 158 personas residiendo en el municipio de Clayton. La densidad de población era de 1,69 hab./km². De los 158 habitantes, el municipio de Clayton estaba compuesto por el 97,47 % blancos, el 0,63 % eran de otras razas y el 1,9 % eran de una mezcla de razas. Del total de la población el 0,63 % eran hispanos o latinos de cualquier raza.